# NGC 6179
NGC 6179 este o galaxie situată în constelația Hercule. A fost descoperită în 19 aprilie 1855 de către William Parsons, 3rd Earl of Rosse⁠(d).